# Голюб-Добжински окръг
Голюб-Добжински окръг (на полски: Powiat golubsko-dobrzyński) е окръг в северната част на Централна Полша, Куявско-Поморско войводство. Заема площ от 612,85 км2. Административен център е град Голюб-Добжин.

## География
Окръгът обхваща територии от историческите области Добжинска земя и Хелминска земя. Разположен е в североизточната част на войводството.

## Население
Населението на окръга възлиза на 45 401 души (2012 г.). Гъстотата е 74 души/км2.

## Административно деление
Административно окръгът е разделен на 6 общини.
Градска община:
- Голюб-Добжин

Градско-селска община:
- Община Ковалево Поморско

Селски общини:
- Община Голюб-Добжин
- Община Збойно
- Община Радомин
- Община Чехочин

## Фотогалерия
- Голюб-Добжин
- Ковалево Поморско